# Warmen
Warmen és un grup de metal finlandès compost pel teclista Janne Viljami Wirman, també conegut amb el sobrenom de Warman. Janne és membre de Children of Bodom des de 1997, i l'any 2000 creà Warmen com a projecte musical personal basant-se en treballs instrumentals, que comptarien amb cantants convidats en comptades ocasions.
La primera formació de Warmen estava composta per Janne, el guitarrista Sami Virtanen i el bateria Mirka Rantanen. Aquesta alineació gravà i llançà exitosament el disc Unknown Soldier en el mateix any en què es va fundar el grup, amb la col·laboració de la cantant convidada Kimberly Goss (de Sinergy), el guitarrista Roope Latvala (de Sinergy i Children of Bodom) i el baixista Jari Kainulainen (exStratovarius, actualment Evergrey).
L'any següent, tant Lauri Porra (de Sinergy) com el guitarrista i germà de Janne, Antti Wirman (de Kotipelto) s'afegien al grup. Aquesta formació va gravar en el Warmen Productions Studio (ara conegut com a Beyond Abilities) l'àlbum Beyond Abilities, un disc speed metal que va rebre una bona acceptació per part dels crítics. Amb més presència i diversitat en les veus, aquest àlbum va fer ús del talent de Timo Kotipelto (de Stratovarius), Pasi Nykänen (de Throne of Chaos) i Kimberly Goss.
El seu tercer àlbum, Accept the Fact va aparèixer el juny de 2005.
El quart disc del grup, Japanese Hospitality va sortir a la venda el 26 d'agost de 2009.

## Membres
- Janne Viljami Wirman - teclat
- Antti Wirman - guitarra
- Mirka Rantanen - bateria
- Jyri Helko - baix

### Antics membres
- Sami Virtanen - guitarra
- Lauri Porra - baix

### Músics convidats
- Roope Latvala - guitarra
- Jari Kainulainen - baix
- Kimberly Goss - veu
- Timo Kotipelto - veu
- Pasi Nykänen - veu
- Alexi Laiho - veu
- Marko Vaara - veu
- Jonna Kosonen - veu
- Ralph Santolla - guitarra
- Fernando Abiera - violí

## Discografia

### Àlbums
- Unknown Soldier (2000)
- Beyond Abilities (2002)
- Accept the Fact (2005)
- Japanese Hospitality (2009)
- First of the Five Elements (2014)

### Recopilacions
- The Evil That Warmen Do (2010)

### Singles
- Alone (2001)
- Somebody's Watching Me (2005)
- They All Blame Me (2005)